# Emile Duijsens
Henri Joseph Leon Emile Duijsens (Mesch, 14 augustus 1914 – Maastricht, 13 mei 1979) was een Nederlands burgemeester.
Hij werd geboren als zoon van Josephus Hubertus Duijsens (1880-1952, landbouwer en later burgemeester Mesch) en Maria Emma Cornelia Debeij (1881-1944). Hij was luitenant bij de infanterie voor hij eind 1945 burgemeester werd van Cadier en Keer. Anderhalf jaar later volgde zijn benoeming tot burgemeester van Eijsden. In 1970 ging Duijsens met ziekteverlof en werd Jef van Laar benoemd tot waarnemend burgemeester van Eijsden. Duijsens zou niet meer terugkeren en begin 1971 werd hem ontslag verleend. In 1979 overleed hij op 64-jarige leeftijd.